# Être
Le terme être peut être utilisé comme verbe ou substantif. Très employé dans la philosophie dans ce dernier cas, il peut désigner suivant le contexte « ce qui est ; la Réalité ; l'Existence ; une personne dans sa sensibilité intime ». En tant que verbe, il désigne en général ce que nous ressentons exister d'une manière ou d'une autre dans la perception, qu'elle soit sensible ou intelligible. L'ontologie est une branche de la métaphysique qui étudie les propriétés de l'être d'une manière générale, telles que l'existence, la durée, le devenir.
On peut analyser l'être par différentes méthodes (en suivant des distinctions classiques, cf. Parménide, Aristote, Thomas d'Aquin, Pascal, Descartes, Kant, etc.).
- Une analyse du mot (einai, esse, sein, to be, essere, etc.) permet de distinguer deux sens fondamentaux : être tel ou tel, ou être d'une manière absolue.
- Le concept peut aussi s'analyser à partir des catégories linguistiques sous lesquelles il se présente.

Ces dernières distinctions, en plus d'être des analyses linguistiques, déterminent également pour une bonne part les sens essentiels de l'analyse métaphysique. Ce sont des catégories au moyen desquelles le réel est appréhendé, conçu et théorisé, selon diverses interprétations philosophiques et scientifiques ; elles permettent en outre de clarifier un concept qui reste assez confus.

## Linguistique

### Sémantique de l'être
Le mot être en français est polysémique et a des emplois variés, qu'il convient d'analyser pour éviter les confusions. Il y a lieu par ailleurs de tenir compte des emplois du ou des terme(s) équivalent(s) à « être » dans d'autres langues pour ne pas passer à côté de certains aspects.

#### «Être» comme verbe prédicatif
Distinction logique ou métaphysique sur les affections de l'être par exemple.
- être un être, c'est exister (en tant que le sujet est posé dans son acte d'être) ou c'est posséder l'être. On peut envisager l'existence selon différents points de vue :   
  - sens substantiel : « je pense donc je suis » où le « donc » exprime une immédiateté et non un raisonnement (Descartes),
  - sens phénoménal : une chose est quand elle est actuellement présentée dans l'expérience (Berkeley, Kant),
  - sens objectif : une chose est quand elle est affirmée comme valable pour l'expérience de tous les individus.
- être au sens de l'identité : « a est b » signifie que a et b sont la même chose, qu'ils sont deux noms différents de la même chose (ils ont le même référent). Exemples : Paris est la capitale de la France ; (à la fin d'un roman policier) : L'assassin, c'est le notaire ; Émile Ajar, c'est Romain Gary[4],[5].
- être au sens de la subsomption ou de l'instanciation (« être une sorte de ») :
  - dire que les tigres sont des animaux, c'est affirmer que la classe des tigres est une sous-classe de celle des animaux : il y a donc subsomption d'une classe sous une autre.
  - dire que Shere Khan est un tigre, c'est énoncer que l'entité (ou l'individu) Shere Khan constitue une instance de la classe des tigres[6],[7].
- être au sens de posséder une propriété (ou qualité, ou attribut) : le verbe être exprime alors une relation intrinsèque entre le sujet et le prédicat[8]. Une propriété est plus ou moins permanente (voire définitionnelle) : être de sexe masculin est une propriété plus fondamentale que être Français, elle-même plus permanente que être facteur, être riche ou être malade. Cette distinction se reflète dans diverses langues, comme en espagnol (ser # estar). Parmi les états non permanents, on peut encore distinguer entre :
  - les états contingents réversibles (être malade, en colère, absent) ou cycliques (le feu est au rouge),
  - les états transitoires irréversibles (il est encore jeune ; ces cerises ne sont pas mûres),
  - les états définitifs irréversibles (être manchot, être mort).
- être exprimant diverses relations statiques, circonstancielles ou non, par exemple :
  - relations logiques, mathématiques, géométriques… (deux droites perpendiculaires à une troisième sont parallèles entre elles),
  - repérage spatial (le Tibet est en Asie ; Jean est à l'étranger ; les WC sont au fond à droite),
  - repérage temporel (il est tard ; le rendez-vous est à quinze heures),
  - relation sociale (Louise est la belle-sœur d'Albert ; M. Martin est mon supérieur hiérarchique),
  - relation de possession (ce portefeuille est à moi) ou de partie au tout (c'est mon pied),
  - comparaison (il est plus grand que toi ; le Mont-Blanc est le plus haut sommet des Alpes),
  - appréciation subjective (ce tableau est magnifique)…
- être au sens situationnel d'être présent (ex. : russe est' sup, littéralement « il est de la soupe », traduit en français par « il y a », anglais « there is / are », allemand « es gibt »).

#### «Être» comme substantif
Distinction ontologique ou théologique.
- le fait d'être ou acte d'être, l'existence
- ce qui est réellement (ens reale), la substance ou essence
- un être existant dans la pensée, être de raison : objet de pensée artificiellement créé par l'esprit, sans existence en soi
- une instance du vivant (généralement humain).

Dans chaque catégorie, les philosophes ont donné des sens variés au mot être. On remarque que l'être en général désigne soit une réalité déterminée (être tel, être un étant), soit une réalité plus fondamentale, un être plus réel. Dans ce dernier cas, on peut parvenir soit à l'idée d'un Être qui contienne en lui tous les êtres et toutes les déterminations (la nature ou un dieu immanent), soit à l'idée d'un être qui n'est aucun être, mais est le degré de suprême perfection de l'être (ens summum, un dieu absolument transcendant).

#### «Être» comme outil grammatical
En français comme dans d'autres langues, le verbe être est également utilisé, en tant qu'auxiliaire :
- pour former les temps composés de certains verbes, traditionnellement appelés verbes « d'état » et de mouvement (il est devenu philosophe ; j'étais monté à l'étage : nous serions intervenus si nous l'avions pu) ;
- pour former le passif d'autres verbes (la falaise est rongée par la mer ; il a été frappé par des voyous).

### Point de vue cognitiviste
La linguistique cognitive rejette l'idée que le verbe être (de) serait vide de sens et n'aurait qu'une fonction grammaticale (et que seuls le sémantisme du sujet et de l'attribut seraient à considérer). Elle considère qu’être constitue le prototype de la classe des procès imperfectifs. Selon Langacker, « [le verbe être] profile la continuation à travers le temps d'une situation stable caractérisée uniquement comme une relation statique ; il s'agit d'un véritable verbe, dont tous les états composants sont interprétés comme étant identiques, mais en dehors du fait que [ces états] constituent des relations, il est non spécifique au plus haut point quant à leur nature ».
Le verbe être ne marquerait donc pas la relation d'inclusion ou d'identité, mais une valeur purement aspectuelle.

### Point de vue de Korzybski
Alfred Korzybski, théoricien de la Sémantique générale, a mis en garde ses lecteurs contre certaines utilisations du verbe être. Il considère que la polysémie de ce verbe engendre la confusion intellectuelle, et que la relation d'identité, qui est l'un de ses sens possibles, n'existe tout simplement pas dans la réalité. Sa phrase fameuse, Une carte n'est pas le territoire, signifie que l'esprit fait usage en permanence, et le plus souvent inconsciemment, de différents niveaux d'abstraction que nous avons tendance à confondre si nous n'y prenons garde, le langage entretenant cette confusion. Ainsi, selon lui, nous ne devrions pas dire « la rose est rouge » (est d'attribution), mais plutôt « je vois la rose comme étant rouge » (ou verte, si je suis daltonien, etc.). De même, une rose n'« est » pas une fleur, c'est nous qui la catégorisons ainsi. Il considère que la confusion entre ces niveaux d'abstraction est symptomatique chez les primitifs et chez les malades mentaux.
« L'utilisation trop large que nos usages grammaticaux nous ont appris à faire du verbe être est en bonne partie responsable des fausses identifications, des confusions entre les différentes niveaux d'abstractions… Le verbe être peut être utilisé de quatre manière différentes. Les deux premiers usages ne donnent pas lieu à difficulté :
- le verbe être signifie exister, se trouver : « Je suis dans le salon », « Il est dans un endroit dont le souvenir me poursuit » ;
- le verbe être est utilisé comme auxiliaire dans la formation des temps composés.

Mais… le danger surgit :
- quand l'utilisation du verbe être conduit à identifier de manière erronée des niveaux d'abstraction différents, en reliant deux noms qui sont mis sur le même niveau : « L'homme est un animal », « Georges Dupont est un ouvrier » … Ici, le verbe être signifie en réalité : « pouvoir être désigné comme… », « pouvoir être appelé… » et surtout « pouvoir être classé… ».
- quand le verbe être est utilisé pour mettre en relation un nom et un ou plusieurs adjectifs. C'est impliquer que les caractéristiques désignées par ces derniers existent dans la chose ou la personne représentée par le nom alors qu'elles découlent de la relation entre l'observateur et l'observé. Le verbe être signifie ici et doit être compris comme : « telle personne, telle chose, m'apparaît (nous apparaît, lui apparaît, etc.) comme » ou « nous jugeons telle chose de telle façon » (Hélène Bulla de Villaret, Introduction à la Sémantique Générale de Korzybski, Le Courrier du Livre)

Il donne aussi l'exemple, repris de Dorothy Lee, de la langue des habitants des Îles Trobriand, qui ignorerait les verbes être et devenir : on ne peut pas dire qu'un taytu (sorte d'igname) « est » mûr (ou non, ou trop mûr), difforme, taché de rouille, etc., parce que le terme taytu ne s'applique qu'à un taytu bien mûr, sain, bien formé, de première récolte ; tout autre cas de figure nécessite l'usage d'un terme entièrement différent, comme bwabawa, nukunokuna, etc. De plus, taytu non seulement fait référence à un état et un aspect bien précis du tubercule en question, mais il implique également l'existence et la présence : l'énoncé taytu signifie donc « il y a des taytus ». L'être étant considéré comme immuable, la notion de devenir est sans objet, et le Trobriandais n'exprime pas de différenciation temporelle (comme nous le faisons par la conjugaison), ni ne distingue les objets de la réalité de ceux qui ressortent du mythe par exemple.

## Philosophie occidentale
(décembre 2014).

### Généralités
Pour les philosophes depuis l'antiquité la question du sens de l'être est à la fois la plus évidente, car la première, et en même temps la plus compliquée, cela car manquant de référentiels, les philosophes ne savent à quoi la rattacher de plus général afin de pouvoir complètement la cerner.
On oppose fréquemment Héraclite et Parménide sur la question de l'être, ce premier affirmant le devenir, et ce dernier, l'être : « L'être pour Héraclite était un océan de feu toujours en mouvement ; pour les Eléates, c'est comme un océan de glace à jamais immobile. »
Platon pensait que le monde des idées existait de manière concrète, à la manière des êtres réels et donc qu'il représentait une réalité à part entière, alors que maintenant les philosophes admettent que les idées ne sont que des propositions logiques, mais que l'idée d'un cercle, par exemple, n'existe pas comme existe un objet réel. Seuls existent les objets (matériels), c'est-à-dire ceux qui appartiennent au réel.
Dans sa Métaphysique, Aristote écrit : « Il y a une science qui étudie l’être en tant qu’être ainsi que les attributs qui lui appartiennent de par sa nature propre. Elle ne se confond avec aucune des sciences dites particulières. En effet, aucune de celles-ci n’étudie de manière générale l’être en tant qu’être. Découpant une partie de l’être, elles n’étudient les attributs que de cette partie. Ainsi opèrent par exemple les sciences mathématiques ». Ce questionnement ontologique s’est développé dans la scolastique médiévale jusqu'à nos jours.
La question du sens de l'« être » est le thème principal de la philosophie de Martin Heidegger et de son maître ouvrage Être et Temps. Au sein de cette problématique qu'il ne fit que cerner mais qui resta pour lui un mystère, il distingua l'être de l'étant. Les étants sont les êtres qui existent alors qu'être est le verbe, soit la propriété des étants. De plus, pour lui la technique et le monde matériel en occupant l'esprit de l'homme de façon secondaire, le détournaient de la question fondamentale de l'être.
L'homme a constaté qu'il existe plusieurs sortes, plusieurs formes d'êtres, distinguant ainsi le règne minéral, le règne végétal, puis animal, et enfin l'être humain. Les biologistes en considérant que seule la nature fixe les caractéristiques d'un être et donc son appartenance à un des règnes précités, de par son organisme, comprennent qu'un être devient tel lorsqu'il tend à une unité, lorsqu'il vit pour lui et s'oppose ainsi à l'extérieur. Cela devient en effet vrai avec la matière vivante qui donc, encore une fois, tend à unifier les êtres.
Pour la religion chrétienne, un être devient un être de par la valeur divine qu'il a reçue. C'est ainsi l'esprit, qui d'une certaine manière sert à résumer toute la matière vivante d'un organisme, d'une créature, et qui donne son véritable sens à l'être. L'homme est le summum de la création de Dieu, et pour les chrétiens, l'histoire de l'univers et donc l'histoire de l'apparition de l'être, avec en bout de course l'apparition de l'être humain, montre qu'en étant passé par la matière, par l'univers matériel, nous retombons sur des réalités divines, à savoir l'esprit, la conscience et les sentiments qui l'accompagnent.
Cela permet de conclure que pour les Chrétiens la notion d'être vient de Dieu (l'être par excellence), et qu'il ne s'agit en fait que du concept de Vie, d'énergie vitale, et dont la valeur est capable de générer au sein des êtres évolués que nous sommes le bien et le mal des évangiles.

### Caractère intuitif de l'être
Sous la forme la plus brute et la plus consensuelle, on doit admettre qu’il y a de l'être. Mais cette intuition sans véritable contenu donne lieu à des interprétations très différentes. Le caractère immédiat et vague de cette intuition est ainsi très proche du néant, et il a été très diversement apprécié, soit comme intuition de l'infini, soit comme point de départ absolu de la pensée, ou comme pure illusion ; l'indétermination de l'être est parfois valorisée en elle-même, comme dans la philosophie arabe (cf. Avicenne, philosophe d'origine perse).
On peut donc distinguer les intuitions suivantes :
- permanent : l'Être en tant qu'Être de Parménide,
- transcendant : l’Idée de Platon et la substance d'Aristote ;
- intuition mystique, comme chez Plotin ;
- transcendance : substance chez Thomas d'Aquin ;
- réflexive : c'est le cogito de Descartes
- apodictique et immanente : la substance de Spinoza ;
- intuition de l'être comme l'infini (cf. Malebranche) ;
- expérience (intuition fondamentale) pure ou participative : c'est l'Être-Acte ou présence totale de Lavelle ;
- empirique ou idéaliste : c'est le percipi de Berkeley, le phénomène de Husserl ou l’étant de Heidegger et l'En-Soi de Sartre (tous deux indifférenciés).

### Quelques divisions ontologiques
Si, à présent, nous considérons l'être en tant qu'il se présente à nous (en reprenant les distinctions de sens relatif à d'autres concepts), nous trouvons plusieurs manières de diviser l'être ; ces divisions sont des manières pour notre esprit de concevoir l'être et donc de le connaître :
- être pensé et être sensible ;
- pensée, réalité, existence sont différents visages de l'Être qui se divise ainsi selon la participation (Lavelle) ;
- être en acte et être en puissance ;
- être réel, être de fiction, être de raison : dans la mesure où les êtres de fiction et de raison ne sont que des modes de la pensée, ils ne sont pas du tout des êtres.
- être nécessaire, possible, contingent : l'être nécessaire est celui dont l'essence enveloppe l'existence, il existe nécessairement par sa seule nature. L'être possible est celui dont l'essence n'enveloppe qu'une existence possible.

Et plusieurs manières de déterminer ses affections :
- catégories empiriques ;
- catégories transcendantales.

Certains philosophes, tels que Nietzsche et Heidegger, ont affirmé que la division ontologique fondamentale de l'Occident est celle qui place d'un côté un Être immuable et hors du temps, et d'un autre côté un être changeant, un moindre être, soumis au temps et à la corruption. Ainsi, dans la métaphysique occidentale, c'est l'idée que les hommes se sont faite du temps qui serait à l'origine de la division des régions de l'être et de leur hiérarchisation.

### Détermination de l'être par rapport à d'autres concepts
L'être est le lieu de rencontre (virtuel) de nombreux dualismes qui s'expriment à partir de la classification précédente :
- Distingue-t-on le cas du sujet (Dasein (être là), Pour-Soi) de celui de l’objet ?
  - La distinction procède-t-elle d'une âme (objets animés et inanimés) qui habite un corps ?
  - Ou le sujet est-il un accident de la matière (autopoïèse ?)
- Quelle relation entre l'être et l’essence (l'être de l'être) ?
- L'être est-il un reflet (une ombre) d'une essence primordiale, ou au contraire, l'existence précède-t-elle l'essence ?
- Quelle relation entre l'être et l’existence ?

### Articles
- Hervé Pasqua, « L'unité de l'Être parménidien », Revue Philosophique de Louvain, vol. 90, no 86,‎ 2 juillet 1992, p. 143-155 (lire en ligne)
- Keiji Nishitani, « Le problème de l’être et la question ontologique », Laval théologique et philosophique, Faculté de philosophie, Université Laval, vol. 64, no 2,‎ 8 août 2008, p. 305-325 (ISSN 1703-8804, DOI 10.7202/019501ar, lire en ligne)